# Kid Chocolate
Kid Chocolate, de son vrai nom Eligio Sardiñas Montalvo, est un boxeur cubain né le 6 janvier 1910 à La Havane et mort le 8 août 1988.

## Carrière
Il devient champion du monde des poids super-plumes le 15 juillet 1931 en battant Benny Bass par arrêt de l'arbitre à la 7e reprise à la suite d'une profonde coupure à l'œil puis défend 7 fois son titre les deux années suivantes avant d'être détrôné le 25 décembre 1933 par Frankie Klick.
Kid Chocolate remporte également en 1932 la ceinture NYSAC (New-York State Athletic Commission) des poids plumes mais la laissera vacante l'année suivante après 2 défenses.

## Distinction
- Il est membre de l'International Boxing Hall of Fame depuis 1991[2].